# Мартинівка (Барська міська громада)
Марти́нівка — село в Україні, у Барській міській громаді Жмеринського району Вінницької області.

## Краєзнавча довідка
Місцевість розташована на південному схилі Подільської височини. Глибокі річкові долини придають їй гірського вигляду, але місцевість має рівнинний характер. Ґрунти, в основному, суглинні, потребують удобрення.
Головне заняття жителів — землеробство, крім того, селяни займались сезонними роботами на Ялтушківському цукровому заводі.
Відстань до центру громади — 20 км, залізнична станція Мартинівка розташована прямо в селі. На ній 2 рази на добу зупиняється приміський поїзд Жмеринка — Могилів-Подільський.

## Історія
В XIX ст. Кузьминці належали родині Подмацкого і його спадкоємцям, у кінці XIX століття маєток придбав І. Г. Белянкін. 
Як свідчать «Труды Подольского епархиального историко-статического комитета» за 1896 рік, село Кузьминці разом з приписаним селом Мартинівкою нараховувало українців: чоловіків-1205, жінок-1252, що становило понад 95 % від всього населення.
В 1859 році село Киянівку було відписано від Кузьминець і до нього знову було приписано село Мартинівку.
Заснування села Мартинівки відноситься до XVIII століття, але цілком ймовірно, що Дробишівці — це стара назва Мартинівки.
12 червня 2020 року, відповідно до Розпорядження Кабінету Міністрів України № 707-р «Про визначення адміністративних центрів та затвердження територій територіальних громад Вінницької області», увійшло до складу Барської міської громади.

19 липня 2020 року, в результаті адміністративно-територіальної реформи та ліквідації Барського району, село увійшло до складу Жмеринського району.

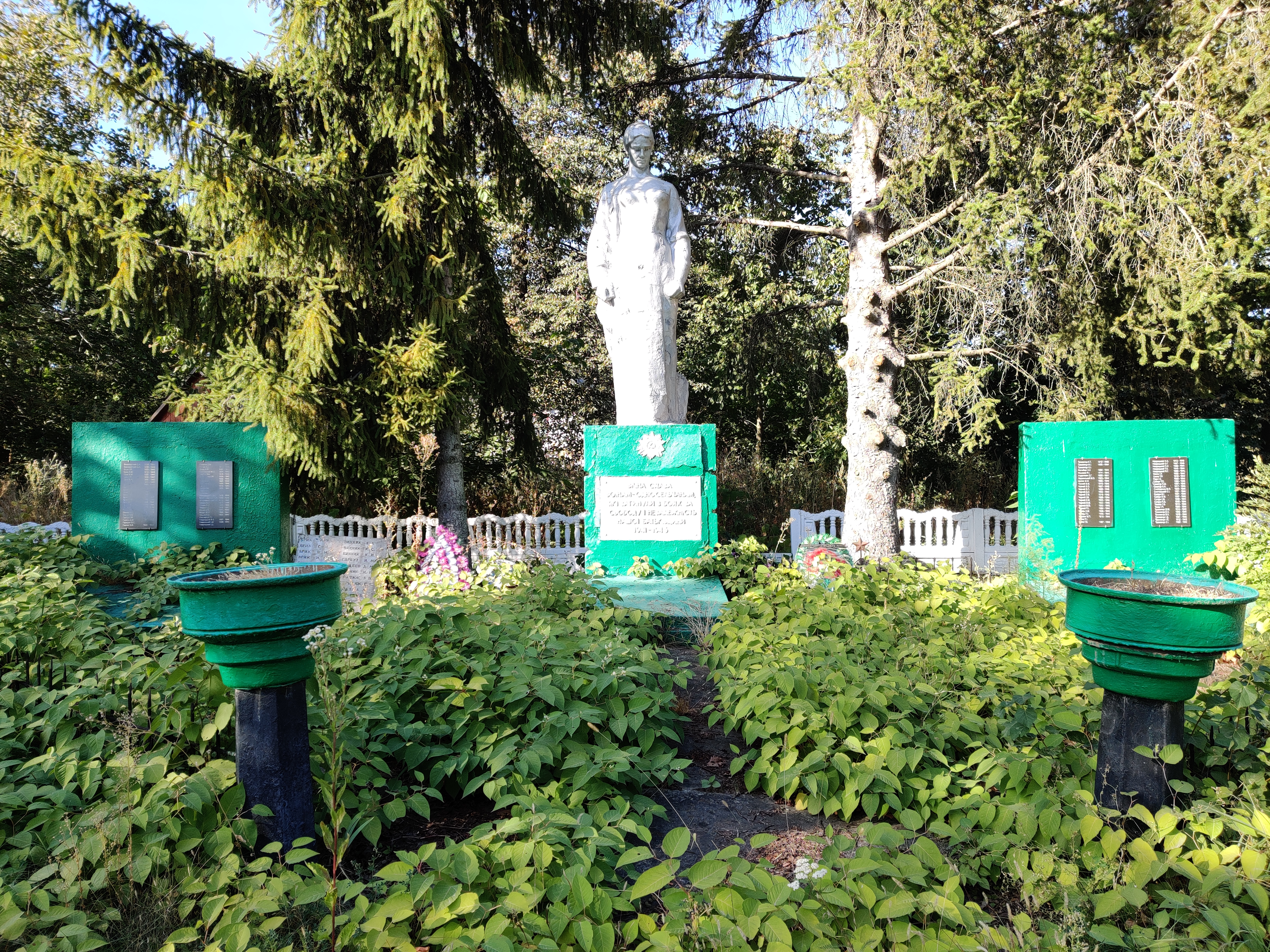
Пам'ятник 80 воїнам-односельчанам

## Пам'ятки
У селі є пам'ятки:
- Пам'ятник 80 воїнам-односельчанам, загиблим на фронтах Великої Вітчизняної війни[3], 1969. Пам'ятка розташована біля школи.